# 황현로
황현로(Hwanghyeon-ro)는 순천시 봉강면 신촌교차로 와 구례군 간전면을 잇는 도로이다. 도로명칭은 구한말의 유생이었던 황현에서 유래했다. 

## 연혁
- 2010년 6월 21일 : 2개 이상 시·군에 걸쳐 있는 광역도로로 황현로를 고시[1]

## 주요 경유지
전라남도
- 광양시 (봉강면) - 순천시 (서면 . 황전면) - 구례군 (간전면)

## 노선
| 이름                  | 접속 노선  | 소재지     | 소재지               | 비고                                      |
| --------------------- | ---------- | ---------- | -------------------- | ----------------------------------------- |
| 신촌 교차로           | 성불로     | 광양시     | 봉강면               | 지방도 제865호선구간                      |
| 신촌2교               |            | 광양시     | 봉강면               | 지방도 제865호선구간                      |
| 신촌1교               |            | 광양시     | 봉강면               | 지방도 제865호선구간                      |
| 봉강터널              |            | 광양시     | 봉강면               | 지방도 제865호선구간                      |
|                       | 순천시     | 서면       |                      | 지방도 제865호선구간                      |
| 심원 교차로 (심원1교) | 순천시     | 서면       | 청소길               | 지방도 제865호선구간 지방도 제840호선구간 |
| 황전터널              | 순천시     | 서면       |                      | 지방도 제865호선구간 지방도 제840호선구간 |
|                       | 순천시     | 황전면     |                      | 지방도 제865호선구간 지방도 제840호선구간 |
| 황전 교차로           | 순천시     | 삽재팔동길 |                      | 지방도 제865호선구간 지방도 제840호선구간 |
| (이름없음)            | 순천시     | 회덕길     | 지방도 제865호선구간 |                                           |
| 효곡교                |            | 구례군     | 지방도 제865호선구간 | 간전면                                    |
| 효곡 교차로           | 간전중앙로 | 구례군     | 지방도 제865호선구간 | 간전면                                    |